# Episode
Episode je album finské power metalové skupiny Stratovarius. Je to první album s klávesistou Jensem Johanssonem a bubeníkem Jörgem Michaelem.

## Seznam skladeb
1. "Father Time" – 5:01
2. "Will the Sun Rise?" – 5:06
3. "Eternity" – 6:55
4. "Episode" – 2:01
5. "Speed of Light" – 3:03
6. "Uncertainty" – 5:58
7. "Season of Change" – 6:56
8. "Stratosphere" – 4:52
9. "Babylon" – 7:09
10. "Tomorrow" – 4:51
11. "Night Time Eclipse" – 7:58
12. "Forever" – 3:06